# Kano (fumettista)
Kano, pseudonimo di Jose Angel Cano Lopez (...), è un disegnatore e fumettista spagnolo.

## Biografia
Kano ha esordito pubblicando illustrazioni per la casa editrice Forum, e come animatore alla D'Okon. Per Camaleòn ha disegnato Sukebe e Fuerza Vital, e successivamente si è proposto al mercato statunitense, realizzando Virtex (1998) per Oktomica Comics. Accanto alla carriera dai disegnatore, Kano è stato molto attivo nel campo delle illustrazioni pubblicitarie.
Per DC Comics ha lavorato sul personaggio di Superman a partire dal 2000, sostituendo Germán García, sulle testate Superman: The Man of Steel, Action Comics e The Adventures of Superman. Oltre ad H.E.R.O. (2003), per DC ha sostituito Michael Lark nella testata Gotham Central per le storie La morte di Robin (2005) e Corrigan II (2006).
A partire dal 2006 ha collaborato con Marvel Comics, realizzando storie per Civil War, The Immortal Iron Fist e Marvel Zombi 5.

## Opere
- Virtex nn. 0-3 (con Mike Baron, Jeff Kwan, Casey Lau), Oktomica Comics, ottobre 1998 - febbraio 1999
- Action Comics nn. 762-765, 767, 769-770, 772-773, 776-777, 780-782, 794, 810, DC Comics, febbraio 2000 - febbraio 2004
- H-E-R-O nn. 1-6, 9-11 (con Will Pfeifer), DC Comics, aprile 2003 - febbraio 2004
- Gotham Central nn. 33-36, 38-40, DC Comics, settembre 2005 - aprile 2006
- The Immortal Iron Fist nn. 10-14, 24 (con Ed Brubaker, Matt Fraction e Duane Swierczynski), Marvel Comics, dicembre 2007 - maggio 2009
- Beta Ray Bill: Godhunter nn. 1-3 (con Kieron Gillen), Marvel Comics, agosto-ottobre 2009)